# Národní divize 1927/1928
Soutěžní ročník Divisione Nazionale 1927/1928 byl 28. ročník nejvyšší italské fotbalové ligy. Konal se od 25. září 1927 do 22. července 1928. Zúčastnilo se jí celkem již nově 22 klubů (o 2 více). Soutěž vyhrál Turín a získalo tak první titul v klubové historii.
Nejlepším střelcem se stal italský hráč Turína Julio Libonatti, který vstřelil 35 branek.

## Události

### Před sezonou
V minulé sezoně měli sestoupit do nižší ligy čtyři kluby (Alba Audace, Neapol, Cremonese a Fortitudo Pro Řím). Díky administrativě zůstaly v soutěži, i když kluby Alba Audace a Fortitudo Pro Řím se sloučily spolu FBC Řím do nově vzniklého AS Řím. Dále se sloučily kluby Janově a to Andrea Doria s Sampierdarenese. Zde byl stvořen klub La Dominante.
Novými kluby v soutěži bylo Lazio, Novara, Regginana, Pro Patria a nově vzniklé kluby Řím s La Dominante. Bylo tak v soutěži o dva kluby více než v minulé sezoně. V každé skupině bylo po 11 klubech a do finále postoupily první čtyři týmy.

### Během sezony
Do soutěže nastoupili úřadující šampioni z Turína špatně. Z prvních čtyřech zápasech získaly jen jeden bod a navíc přišli o titul z minulé sezony, kvůli podplácení protihráče. Paradoxně jim to pomohlo, protože od té chvíle se  již vyhrávaly zápasy a to díky brankám tria: Libonatti, Baloncieri a Rossetti. Ti tři vstřelili dohromady 65 branek ze 78 branek, které vstřelil klub celkem. A tak se Turín stal vítězem své skupiny o bod před Janovem. Dále do finále postoupila Alessandria a Milán. Místo naopak nenašlo již chátrající Pro Vercelli, jehož dřívější sláva již neumožnila získat skvělé výsledky.
Druhou skupinu vyhrála Boloňa o tři body před Juventusem, Interem a Casalem, které měly stejný počet bodů.
Finálová skupina byla po půlce přerušena, kvůli OH, kde reprezentace skončila na 3. místě. Celou dobu si Turín pohlídal vedení, i když prohrál tři zápasy, vyhrál skupinu a získal tak oficiálně první titul. Na druhém místě skončil Janov a třetí místo vybojoval klub Alessandria, což bylo nejlepší umístění v historii klubu.
Sestup měli zajištěny kluby Neapol, Lazio, Reggiana, Livorno, La Dominante a Verona. Jenže dva týdny po ukončení předkol, dne 18. března vydala FIGC dekret, který stanovil:
od sezony 1929/30 bude mít soutěž  32 klubů v národní divize z nichž 16 se zúčastní Serie A a 16 Serie B. Tento systém v podstatě vede k oné dlouho očekávané jediné skupině. Sezona 1928/29 měl být přechodný šampionát, který se bude hrát ve dvou skupinách po 12 týmech, kromě posledních Reggiany a Verony, plus  čtyři postupující z druhé ligy. Do finálové skupiny postoupí z každé skupiny první čtyři (celkem 8 týmů), zatímco 16 vyloučených se utká v CONI Cupu.
(Rezoluce FIGC hlášená v deníku La Stampa z 19. března 1928, str. 2)
I tak byl tento dekret repasován. Dne 28. června se FIGC rozhodla že i Reggiana s Veronou nesestoupí a bude hrát nejvyšší ligu spolu s nováčky, které se původně neměly soutěže zúčastnit (Triestina, Fiorentina, Legnano, Milanese, Benátky, a Prato).

## Skupina A

### Účastníci
| Klub         | Město         | Stadion                        | Trenér              |
| ------------ | ------------- | ------------------------------ | ------------------- |
| Alessandria  | Alessandria   | Campo degli Orti               | Carlo Carcano       |
| Brescia      | Brescia       | Stadium di viale Piave         | James Bellamy       |
| Cremonese    | Cremona       | Campo di via Persico           | Fusco               |
| Janov        | Janov         | Campo di via del Piano         | Renzo De Vecchi     |
| Lazio        | Řím           | Stadio della Rondinella        | Franz Sedlacek      |
| Milán        | Milán         | Campo San Siro                 | Herbert Burgess     |
| Neapol       | Neapol        | Stadio Militare dell'Arenaccia | Jean Steiger        |
| Padova       | Padova        | Stadio Silvio Appiani          | Charles Oliver Bell |
| Pro Vercelli | Vercelli      | Campo piazza Conte di Torino   | Rudolf Soutschek    |
| Reggiana     | Reggio Emilia | Stadio Mirabello               | Vilmos Zsigsmond    |
| Turín        | Turín         | Stadio Filadelfia              | Tony Cargnelli      |

### Tabulka
| Poř. | Tým          | Z  | V  | R | P  | VG | OG | B  |
| ---- | ------------ | -- | -- | - | -- | -- | -- | -- |
| 1.   | Turín        | 20 | 14 | 2 | 4  | 78 | 19 | 30 |
| 2.   | Janov        | 20 | 13 | 3 | 4  | 42 | 21 | 29 |
| 3.   | Alessandria  | 20 | 12 | 4 | 4  | 59 | 20 | 28 |
| 4.   | Milán        | 20 | 10 | 6 | 4  | 35 | 23 | 26 |
| 5.   | Brescia      | 20 | 9  | 3 | 8  | 30 | 37 | 21 |
| 6.   | Pro Vercelli | 20 | 7  | 4 | 9  | 29 | 27 | 18 |
| 7.   | Cremonese    | 20 | 7  | 3 | 10 | 33 | 34 | 17 |
| 8.   | Padova       | 20 | 7  | 3 | 10 | 24 | 36 | 17 |
| 9.   | Neapol       | 20 | 5  | 5 | 10 | 23 | 54 | 15 |
| 10.  | Lazio        | 20 | 4  | 3 | 13 | 17 | 45 | 11 |
| 11.  | Reggiana     | 20 | 1  | 6 | 13 | 23 | 77 | 8  |

|  | Postup do finálové skupiny       |
|  | Sestup do První divize (2. ligy) |

Poznámky
- Z = Odehrané zápasy; V = Vítězství; R = Remízy; P = Prohry; VG = Vstřelené góly; OG = Obdržené góly; B = Body
- za výhru 2 body, za remízu 1 bod, za prohru 0 bodů.
- při rovnosti bodů rozhodoval rozdíl mezi vstřelených a obdržených branek.
- kluby Neapol, Lazio a Reggiana díky administrativě nesestoupili.

### Výsledková tabulka
|              | Alessandria | Brescia | Cremonese | Janov | Lazio | Milán | Neapol | Padova | Pro Vercelli | Reggiana | Turín |
| ------------ | ----------- | ------- | --------- | ----- | ----- | ----- | ------ | ------ | ------------ | -------- | ----- |
| Alessandria  | –           | 4:1     | 5:0       | 4:0   | 6:0   | 0:0   | 11:1   | 3:1    | 0:0          | 11:0     | 3:1   |
| Brescia      | 0:1         | –       | 3:2       | 0:1   | 4:3   | 1:3   | 2:0    | 1:0    | 2:1          | 5:2      | 3:1   |
| Cremonese    | 4:1         | 0:1     | -         | 1:2   | 2:0   | 0:1   | 5:0    | 3:0    | 3:1          | 1:1      | 2:2   |
| Janov        | 2:0         | 0:0     | 4:1       | –     | 4:0   | 1:1   | 3:0    | 4:1    | 5:0          | 5:2      | 2:1   |
| Lazio        | 0:1         | 2:1     | 2:1       | 1:2   | –     | 3:1   | 0:2    | 0:3    | 1:1          | 1:1      | 0:2   |
| Milán        | 2:2         | 4:1     | 2:1       | 1:1   | 2:1   | –     | 5:1    | 3:0    | 1:0          | 2:2      | 1:3   |
| Neapol       | 1:1         | 0:4     | 3:1       | 2:1   | 0:0   | 1:2   | –      | 2:2    | 2:0          | 4:0      | 0:1   |
| Padova       | 2:1         | 1:1     | 0:2       | 1:2   | 2:0   | 2:1   | 2:1    | –      | 1:0          | 2:0      | 0:4   |
| Pro Vercelli | 0:1         | 1:0     | 3:0       | 3:0   | 6:0   | 1:1   | 1:1    | 3:1    | –            | 4:0      | 0:3   |
| Reggiana     | 1:3         | 0:0     | 1:2       | 0:3   | 1:3   | 0:2   | 2:2    | 2:2    | 5:3          | –        | 3:8   |
| Turín        | 4:1         | 11:0    | 2:2       | 2:0   | 3:0   | 2:0   | 11:0   | 3:1    | 0:1          | 14:0     | –     |

### Střelecká listina
| Pořadí | Jméno             | Klub        | Branky |
| ------ | ----------------- | ----------- | ------ |
| 1.     | Adolfo Baloncieri | Turín       | 28     |
| 2.     | Julio Libonatti   | Turín       | 23     |
| 3.     | Renato Cattaneo   | Alessandria | 17     |
| 4.     | Elvio Banchero    | Alessandria | 14     |
| 4.     | Giovanni Vecchina | Padova      | 14     |
| 4.     | Gino Rossetti     | Turín       | 14     |

## Skupina B

### Účastníci
| Klub         | Město             | Stadion                      | Trenér                                          |
| ------------ | ----------------- | ---------------------------- | ----------------------------------------------- |
| Boloňa       | Boloňa            | Stadio del Littoriale        | Hermann Felsner                                 |
| Casale       | Casale Monferrato | Stadio Natale Palli          | Angelo Mattea                                   |
| Inter        | Milán             | Campo di via Goldoni         | Árpád Weisz                                     |
| Juventus     | Turín             | Stadio di corso Marsiglia    | József Viola                                    |
| La Dominante | Janov             | Stadio del Littorio          | Karl Rumbold                                    |
| Livorno      | Livorno           | Campo di Villa Chayes        | Pietro Piselli                                  |
| Modena       | Modena            | Campo di viale Fontanelli    | József Ging                                     |
| Novara       | Novara            | Campo di via Lombroso        | ?                                               |
| Pro Patria   | Busto Arsizio     | Stadio di corso XX Settembre | Imre János Bekey                                |
| Řím          | Řím               | Motovelodromo Appio          | William Garbutt                                 |
| Verona       | Verona            | Campo di Borgo Venezia       | Aldo Fagiuoli (do 27.12. 1927) Imre János Bekey |

### Tabulka
| Poř. | Tým          | Z  | V  | R | P  | VG | OG | B  |
| ---- | ------------ | -- | -- | - | -- | -- | -- | -- |
| 1.   | Boloňa       | 20 | 10 | 7 | 3  | 44 | 16 | 27 |
| 2.   | Juventus     | 20 | 9  | 6 | 5  | 37 | 24 | 24 |
| 3.   | Inter        | 20 | 9  | 6 | 5  | 40 | 32 | 24 |
| 4.   | Casale       | 20 | 8  | 8 | 4  | 35 | 27 | 24 |
| 5.   | Modena       | 20 | 7  | 8 | 5  | 39 | 38 | 22 |
| 6.   | Novara       | 20 | 8  | 5 | 7  | 28 | 29 | 21 |
| 7.   | Pro Patria   | 20 | 8  | 4 | 8  | 30 | 34 | 20 |
| 8.   | Řím          | 20 | 6  | 6 | 8  | 31 | 30 | 18 |
| 9.   | Livorno      | 20 | 7  | 3 | 10 | 32 | 37 | 17 |
| 10.  | La Dominante | 20 | 4  | 6 | 10 | 26 | 40 | 14 |
| 11.  | Verona       | 20 | 2  | 5 | 13 | 21 | 66 | 9  |

|  | Postup do finálové skupiny       |
|  | Sestup do První divize (2. ligy) |

Poznámky
- Z = Odehrané zápasy; V = Vítězství; R = Remízy; P = Prohry; VG = Vstřelené góly; OG = Obdržené góly; B = Body
- za výhru 2 body, za remízu 1 bod, za prohru 0 bodů.
- při rovnosti bodů rozhodoval rozdíl mezi vstřelených a obdržených branek.
- kluby Livorno, La Dominante a Verona díky administrativě nesestoupili.

### Výsledková tabulka
|              | Boloňa | Casale | Inter | Juventus | La Dominante | Livorno | Modena | Novara | Pro Patria | Řím | Verona |
| ------------ | ------ | ------ | ----- | -------- | ------------ | ------- | ------ | ------ | ---------- | --- | ------ |
| Boloňa       | –      | 4:1    | 1:1   | 2:0      | 7:0          | 3:0     | 1:1    | 1:0    | 1:1        | 3:0 | 10:1   |
| Casale       | 0:0    | –      | 2:2   | 2:0      | 4:1          | 2:1     | 2:5    | 0:0    | 3:2        | 3:2 | 8:1    |
| Inter        | 2:4    | 3:2    | –     | 1:0      | 6:1          | 3:2     | 2:1    | 3:0    | 5:2        | 3:3 | 4:1    |
| Juventus     | 1:0    | 1:2    | 1:1   | –        | 3:1          | 2:1     | 1:1    | 4:3    | 6:2        | 3:0 | 5:1    |
| La Dominante | 0:0    | 0:0    | 2:0   | 1:1      | –            | 1:1     | 1:0    | 1:2    | 2:3        | 0:0 | 7:0    |
| Livorno      | 0:3    | 1:2    | 2:1   | 0:3      | 4:2          | –       | 5:3    | 2:1    | 4:1        | 2:1 | 5:2    |
| Modena       | 2:1    | 0:0    | 0:0   | 1:1      | 3:1          | 1:1     | –      | 5:1    | 1:2        | 2:0 | 5:1    |
| Novara       | 4:0    | 0:0    | 3:0   | 2:2      | 0:2          | 1:0     | 2:1    | –      | 1:0        | 2:1 | 1:1    |
| Pro Patria   | 1:1    | 2:0    | 1:1   | 2:1      | 1:0          | 2:0     | 1:2    | 1:1    | –          | 0:3 | 4:0    |
| Řím          | 1:1    | 1:1    | 3:0   | 0:0      | 4:2          | 2:0     | 3:3    | 4:1    | 0:1        | –   | 3:1    |
| Verona       | 0:1    | 1:1    | 1:2   | 1:2      | 1:1          | 1:1     | 2:2    | 1:3    | 2:1        | 2:0 | –      |

### Střelecká listina
| Pořadí | Jméno           | Klub       | Branky |
| ------ | --------------- | ---------- | ------ |
| 1.     | Francesco Rier  | Modena     | 16     |
| 2.     | Mario Magnozzi  | Livorno    | 15     |
| 3.     | Luigi Gabba     | Casale     | 14     |
| 4.     | Angelo Schiavio | Boloňa     | 13     |
| 5.     | Antonio Busini  | Boloňa     | 12     |
| 6.     | Carlo Reguzzoni | Pro Patria | 10     |

## Finálová skupina

### Tabulka
| Poř. | Tým         | Z  | V | R | P  | VG | OG | B  |
| ---- | ----------- | -- | - | - | -- | -- | -- | -- |
| 1.   | Turín       | 14 | 8 | 3 | 3  | 33 | 18 | 19 |
| 2.   | Janov       | 14 | 7 | 3 | 4  | 30 | 27 | 17 |
| 3.   | Alessandria | 14 | 6 | 4 | 4  | 31 | 25 | 16 |
| 4.   | Juventus    | 14 | 7 | 2 | 5  | 23 | 17 | 16 |
| 5.   | Boloňa      | 14 | 5 | 5 | 4  | 28 | 18 | 15 |
| 6.   | Milán       | 14 | 5 | 4 | 5  | 21 | 24 | 14 |
| 7.   | Inter       | 14 | 5 | 1 | 8  | 27 | 37 | 11 |
| 8.   | Casale      | 14 | 1 | 2 | 11 | 14 | 41 | 4  |

Poznámky
- Z = Odehrané zápasy; V = Vítězství; R = Remízy; P = Prohry; VG = Vstřelené góly; OG = Obdržené góly; B = Body
- za výhru 2 body, za remízu 1 bod, za prohru 0 bodů.
- při rovnosti bodů rozhodoval rozdíl mezi vstřelených a obdržených branek.

### Výsledková tabulka
|             | Alessandria | Boloňa | Casale | Inter | Janov | Juventus | Milán | Turín |
| ----------- | ----------- | ------ | ------ | ----- | ----- | -------- | ----- | ----- |
| Alessandria | –           | 1:1    | 5:1    | 6:3   | 6:1   | 2:0      | 2:0   | 2:1   |
| Boloňa      | 1:1         | –      | 7:0    | 3:1   | 3:1   | 0:2      | 5:0   | 1:1   |
| Casale      | 5:0         | 3:4    | –      | 1:3   | 0:4   | 0:2      | 2:2   | 0:3   |
| Inter       | 4:3         | 3:1    | 3:0    | –     | 2:2   | 1:4      | 2:3   | 1:3   |
| Janov       | 2:0         | 2:0    | 1:1    | 6:0   | –     | 3:0      | 2:2   | 2:1   |
| Juventus    | 0:0         | 1:1    | 3:0    | 1:0   | 6:1   | –        | 0:1   | 1:4   |
| Milán       | 3:0         | 1:1    | 2:0    | 1:2   | 1:2   | 3:1      | –     | 2:2   |
| Turín       | 3:3         | 1:0    | 2:1    | 3:2   | 5:1   | 1:2      | 3:0   | –     |

## Střelecká listina
| Pořadí | Jméno             | Klub        | Branky |
| ------ | ----------------- | ----------- | ------ |
| 1.     | Angelo Schiavio   | Boloňa      | 13     |
| 2.     | Julio Libonatti   | Turín       | 12     |
| 3.     | Giovanni Chiecchi | Janov       | 10     |
| 4.     | Giovanni Ferrari  | Alessandria | 9      |
| 4.     | Gino Rossetti     | Turín       | 9      |

## Vítěz
| Divisione Nazionale Vítěz pro rok 1927/28 |
| ----------------------------------------- |
| Turín FC                                  |
|                                           |

## Celková střelecká listina
| Pořadí | Jméno             | Klub   | Branky |
| ------ | ----------------- | ------ | ------ |
| 1.     | Julio Libonatti   | Turín  | 35     |
| 2.     | Adolfo Baloncieri | Turín  | 31     |
| 3.     | Angelo Schiavio   | Boloňa | 26     |